# Гіллсборо (містечко, Вісконсин)
Гіллсборо (англ. Hillsboro) — місто (англ. town) в США, в окрузі Вернон штату Вісконсин. Населення — 787 осіб (2020).

## Демографія
Згідно з переписом 2010 року, у місті мешкало 807 осіб у 290 домогосподарствах у складі 225 родин. Було 363 помешкання
Расовий склад населення:
| - 97,5 % — білих - 0,5 % — корінних американців - 0,2 % — азіатів |

До двох чи більше рас належало 1,5 %. Частка іспаномовних становила 0,6 % від усіх жителів.
За віковим діапазоном населення розподілялося таким чином: 29,2 % — особи молодші 18 років, 56,4 % — особи у віці 18—64 років, 14,4 % — особи у віці 65 років та старші. Медіана віку мешканця становила 40,2 року. На 100 осіб жіночої статі у місті припадало 103,8 чоловіків;  на 100 жінок у віці від 18 років та старших — 106,1 чоловіків також старших 18 років.
Середній дохід на одне домашнє господарство  становив 60 825 доларів США (медіана — 54 167), а середній дохід на одну сім'ю — 73 120 доларів (медіана — 58 750). Медіана доходів становила 46 797 доларів для чоловіків та 35 625 доларів для жінок. За межею бідності перебувало 7,4 % осіб, у тому числі 3,1 % дітей у віці до 18 років та 5,2 % осіб у віці 65 років та старших.
Цивільне працевлаштоване населення становило 335 осіб. Основні галузі зайнятості: виробництво — 26,3 %, освіта, охорона здоров'я та соціальна допомога — 17,9 %, роздрібна торгівля — 15,5 %.